# قانون و عدالت
قانون و عدالت (لهستانی: ) که معمولاً به PiS مخفف می‌شود. یک حزب راست‌گرای محافظه‌کار ملی و دموکراتیک مسیحی در لهستان است. این حزب بیشترین کرسی را نسبت به دیگر احزاب در مجلس‌های لهستان در اختیار دارد.